# LOVEReS
LOVEReS（ラヴレス）は、フレオエンターテイメントに所属する5人組女性アイドルグループ。2018年8月18日デビュー。

## 概要
「強く、美しく」を掲げ、「愛を送り合う」をグループコンセプトに葉月美愛、瀧沢乃々華、葵井るき、小池れいの4人組グループ「LOVEReS」としてデビュー。
2019年3月30日に新メンバーとしてカワイレナ、黒崎芽韻が加入し6人組体制となる。
2019年5月30日をもって瀧沢乃々華が体調不良により活動辞退し5人組グループとなった。
2020年6月13日、現体制を終了し、メンバーを2名追加して新体制ラブアグレッションとなることを発表。
2020年7月5日ラストライブを行ないLOVEReSとしての活動を終了した。

## メンバー
| 氏名                        | 生年月日               | 出身地   | 身長  | 血液型 | イメージカラー | 担当                     | 趣味、特技等                   | 備考              |
| --------------------------- | ---------------------- | -------- | ----- | ------ | -------------- | ------------------------ | ------------------------------ | ----------------- |
| 葉月 美愛 （はづき みあ）   | 1995年10月14日（29歳） | 高知県   | 150cm | B型    | レッド         | 甘えん坊リーダー         | 料理、散歩、ダンス             |                   |
| 葵井 るき （あおい るき）   | 1999年10月7日（25歳）  | 埼玉県   | 160cm | B型    | ピンク         | みんなの妹的存在         | 韓国ドラマを見る、ダンス、料理 |                   |
| 小池 れい （こいけ れい）   | 1998年10月26日（26歳） | 埼玉県   | 156cm | AB型   | パープル       | ハムスターがとにかく好き | 筋トレ、小銭貯金               |                   |
| カワイ レナ （かわい れな） | 1998年11月19日（26歳） | 千葉県   | 160cm | A型    | ブルー         | 圧倒的甘カワボイス       | 新体操、スニーカー、ラーメン   | 2019年3月30日加入 |
| 黒崎 芽韻 （くろさき めい） | 1999年9月25日（25歳）  | 神奈川県 | 154cm | A型    | グリーン       | ファッションメンヘラ     | 散歩、人を可愛く撮る技         | 2019年3月30日加入 |

### 元メンバー
| 氏名                            | 生年月日               | 出身地   | 身長  | 血液型 | イメージカラー | 備考                                                    |
| ------------------------------- | ---------------------- | -------- | ----- | ------ | -------------- | ------------------------------------------------------- |
| 瀧沢 乃々華 （たきざわ ののか） | 1998年12月10日（26歳） | 神奈川県 | 147cm | O型    | イエロー       | 2019年5月卒業。 2020年4月より日日是好日の研究生となる。 |

## 略歴

### 2018年
- 7月23日　公式ツイッターよりデビューライブを2018年8月18日に行なうという発表とともにYouTubeに動画が掲載された。公開された動画にはメンバーの姿は映っているものの顔が映っておらずメンバーの名前も判明していなかった。
- 7月27日から31日までの5日間毎日1人ずつ、桜庭はな、葉月美愛、瀧沢乃々華、葵井るき、小池れいの順で個別の動画がYouTubeに掲載、メンバーが発表された。
- 8月16日　桜庭はなが活動辞退を発表。
- 8月18日　渋谷REXにてデビューライブ。OAは同じ事務所のアクアノート。オリジナル曲｢LAST CHANCE｣を披露。
- 9月13日　公式TikTok開始。[2][3]
- 9月30日　雑誌「LR-LOVEReS's MAGAZINE-」を発売。
- 10月8日　葵井るき生誕祭（ゲスト：丸谷あさひ）[4]
- 10月14日　新曲「LOVE Response」発表。
- 10月14日　葉月美愛生誕祭（ゲスト：前田菜於子）
- 10月28日　小池れい生誕祭（ゲスト：手羽先センセーション、アクアノート）
- 11月10日　新曲「明日へのバトン」を発表。
- 11月25日　SPINNS x ROUTE13 ファッションショーに出演。ファッションショーのモデルのほか、マジックも披露する。[5]
- 12月1日　瀧沢乃々華生誕祭（ゲスト：ぶどう党、メルティハート）
- 12月16日　新星堂サンシャインシティアルタ店にて初のインストアイベント開催。
- 12月23日　単独イベント☆クリスマス大前夜祭☆「食べて遊んで歌って踊って平成最後のクリスマスパーティ」を開催。
- 12月29日　初めてのオフ会「冬の水族館オフ会」を開催。

### 2019年
- 1月14日　「新春！フレオ大運動会」に参加。４チーム中最下位となる。[6][7]
- 1月26日　「街ブラからのボーリングオフ会」を開催。
- 2月10日　新曲「Wanna know」を発表。特別衣装お披露目。
- 2月23日　「お部屋でまったりオフ会」を開催。
- 3月1日　衣装チェンジ公演。葉月美愛と葵井るき、瀧沢乃々華と小池れいで衣装チェンジをしてライブを行なった。
- 3月16日　1stワンマンライブ～Wanna know love?～を開催。新曲Un coeurを発表。2019年3月30日のライブにて新メンバーがふたり加入することを発表。ただし新メンバーの名前については発表されなかった。
- 3月23日　「遊園地オフ会」を開催。
- 3月28日　新メンバーがカワイレナ、黒崎芽韻であることが発表される。[8]
- 3月30日　『スパニコカーニバル vol.23』～LOVEReS新メンバーお披露目SP～にて新メンバーとしてカワイレナ、黒崎芽韻が加入。
- 4月28日　「動物園オフ会」を開催。新メンバーの2人（カワイレナ、黒崎芽韻）は不参加。
- 5月4日　春のLOVEReS祭りを開催。新体制初の単独ライブ。
- 5月30日　瀧沢乃々華が体調不良を理由に活動辞退。[9]
- 7月　夏のLOVEReS祭りを開催。3週連続で新曲「Catch the future」（7/12）、「キミ≒ホシ」（7/19）、「Summer Love」（7/26）を発表。
- 8月14日　2ndワンマンライブ～Summer Love～を開催。新曲「Dash On」を発表。
- 9月28日　黒崎芽韻生誕祭（ゲスト：アクアノート、メルティハート、いちぜん！）
- 10月6日　葵井るき生誕祭(ゲスト：アクアノート、メルティハート、いちぜん！）
- 10月13日　葉月美愛生誕祭
- 10月26日　小池れい生誕祭
- 11月17日　カワイレナ生誕祭
- 12月24日　アイドル超感謝祭にてBブロック2位となり翌年1月2日開催のNewYear Premium Party 2020への出演権を得る。[10]
- 12月30日　冬のLOVEReS祭りを開催。新曲「The Baby Face」を発表。

### 2020年
- 1月1日　「元旦アイドルフェスティバル2020＠マイナビBLITZ赤坂」に出演。
- 1月2日　New Year Premium Party 2020（NPP2020）に出演。
- 5月9日-5月10日　事務所主催の24時間YouTube配信「推ししか勝たん」に出演。
- 6月14日　SHOWROOMにて黒崎芽韻が徳川めいに改名すると発表。[11]。
- 7月5日　恵比寿CreAtoにてラストライブ。

## テレビ出演
- ミュージックブレイク~ハミジョ観察記~（テレビ東京、2019年12月13日）カワイレナ
- アイドルヒルズREMIX（TOKYO MX、2020年3月28日）

## 個別活動
- 2018年9月26日『ファンミヨーティングvol.10～コラボ編～』　葵井るき
- 2018年10月3日『ファンミヨーティングvol.13 ～コラボ編～』　瀧沢乃々華、小池れい
- 2018年10月19日『ファンミヨーティングvol.19～コラボ編～』　葵井るき
- 2019年8月3日「TOKYO GRAVURE IDOL FESTIVAL2019」　カワイレナ
- 2019年11月17日 ファースト写真集「白群」出版　カワイレナ